# Густавсон, Пер
Пер Густавсон (швед. Per Tage Gustafsson) — шведский профессиональный хоккеист. Серебряный призёр чемпионата мира, трёхкратный чемпион Швеции. Выступал на позиции защитника, за клуб ХВ71. 

## Карьера
Профессиональную карьеру начинал карьеру в клубе ХВ71. В 1994 году, на драфте НХЛ его выбрал клуб Флорида Пантерз. В НХЛ он провёл два сезона, после чего вернулся в Швецию. В 2010 году завершил карьеру игрока.

### В сборной
Дебютировал в сборной Швеции в 1992 году. Обладатель серебряной медали на чемпионате мира по хоккею 2003.